# Гай Требий Максим
Гай Тре́бий Ма́ксим (лат. Gaius Trebius Maximus; умер после 122 года) — древнеримский государственный и политический деятель, консул-суффект 122 года.

## Биография
О происхождении Максима точно ничего неизвестно. Возможно, его предком был префект ремесленников из Бононии, носивший такое же имя. 
В 115—117 годах, в последние годы правления императора Траяна, Максим занимал должность легата-пропретора провинции Ликия и Памфилия. Он мог ожидать консульства на 118 год, но приход к власти Адриана, продвигавшего на должность консула либо своих приближённых, либо участников Парфянской войны 114—117 годов, помешал ему занять консульское место. В итоге, только в 122 году Максим стал консулом-суффектом, функции которого исполнял с ноября по декабрь. Известно, что коллегой Гая по консулату был Тит Калестрий Тирон Орбий Сперат. 
Возможно, сыном или двоюродным братом Гая Требия был ординарный консул 132 года Гай Требий Сергиан.